# قرصان (خبز)
القرصان مخبوزات شعبية نجدية سعودية، يتم إعدادها بتحضير عجينة الدقيق من القمح المطحون ووضعه في إناء وإضافة الملح والماء إليه وعجنه باليد جيداً إلى أن تصبح العجينة ناعمة وخفيفة ثم تغطى وتترك جانباً لمدة لا تقل على نصف ساعة، وبعدها تخبز العجينة على صاج كبير أو ما يعرف باسم المقرصة بوضع الصاج على نار قوية، ثم تغرف العجينة أو تخبز على شكل قرص كبير ورفيع جداً ووضعه على الصاج (المقرصة) وتمرير اليد عليه بسرعة ويترك حتى ينضج، ثم يقلب القرص على وجهه الثاني حتى ينضج وتتكرر العملية حتى الانتهاء من كمية العجين.
هناك فرق بين قرصان أهل الرياض وقرصان أهل القصيم، قرصان أهل الرياض يستخدم فيه القرصان الناشف بينما أهل القصيم يستخدمون الرطب.

## المكونات
يُعد خبز القرصان من الدقيق أومن القمح المطحون الذي يُعجنُ بالماء والملح حتى يصبح عجينةً لينةً، ثمّ تُغطّى، وتُترك نصف ساعة، بعد ذلك يتم خبزه على الصاج على نار قوية، وتُغرفُ العجينةُ وتُوضع على الصاج، على شكل أقراصٍ كبيرةٍ ورقيقةٍ، حتى يتم النضج على وجهين.

العجينة المفرودة قبل وضعها بالطبق

## طريقة التحضير
يتم تحضير القرصان بالطريقة التالية:
- نقوم بنخل الطّحين في وعاء، ونضيف الملح والماء، ونعجن هذه المكوّنات جيّدًا حتّى تكون العجينةُ رخوةً وخفيفة.
- نغطّي العجينة ونتركها نصف ساعة كي ترتاح، نخبز العجينة على الصاج، نقطّع اللحم، ونقوم بغسله وتصفيته. نقلّب البصل بالسّمن، ونضيف إليه الليمون. نضيف اللحم والصّلصة، ونقلّبهما مدّة عشر دقائق.
- نضيف إلى المزيج السابق، الطماطم والبهارات.
- نضيف الماء، ونغطّي القدر، ونتركه ساعةً على النّار، حتّى ينضج اللحم.
- نغسل الخضار، ونقطّعها، ونسلقها بالماء، حتّى تنضج بدرجةٍ متوسّطة.
- نضيف الخضار إلى اللحمة لتُكمل نضجها، نكسّر قطع القرصان إلى قطعٍ متوسّطة الحجم، ونضعها في طبق التّقديم.
- نصبّ فوق القرصان اللحم والخضار والمرق، ونغطّيه قليلًا.
- نقلّب البصل بالسّمن، ثمّ نصبّه فوق الطّبق. نقدّم القرصان وهو ساخن.

## أكلة القرصان
هو خبز لكن مثل كثير أنواع من الأخباز قد يتم تشريبه او طبخه مع اللحم والخضار ومكونات أخرى